# Antocha spinifer
Antocha spinifer là một loài ruồi trong họ Limoniidae. Chúng phân bố ở miền Cổ bắc.